# Reiu (rzeka)
Reiu (est. Reiu jõgi) – rzeka w zachodniej Estonii. Rzeka wypływa z jeziora Sokas na Łotwie. Wpada do rzeki Parnawa w okolicy wsi Paikuse. Ma długość 76,7 km i powierzchnię dorzecza 905,5 km².